# Adolph Wold
Adolph Wold (Oslo, 30 settembre 1892 – Oslo, 5 febbraio 1976) è stato un calciatore norvegese, di ruolo centrocampista.

## Carriera

### Club
Wold vestì la maglia del Ready.

### Nazionale
Giocò 26 partite per la Norvegia, con 3 reti all'attivo. Esordì il 3 novembre 1912, nella sconfitta per 4-2 contro la Svezia. Il 24 ottobre 1915, arrivò la prima rete: fu infatti autore di un gol in una sconfitta per 5-2, ancora contro la Svezia. Partecipò ai Giochi della VII Olimpiade.